# Гроте рівірен

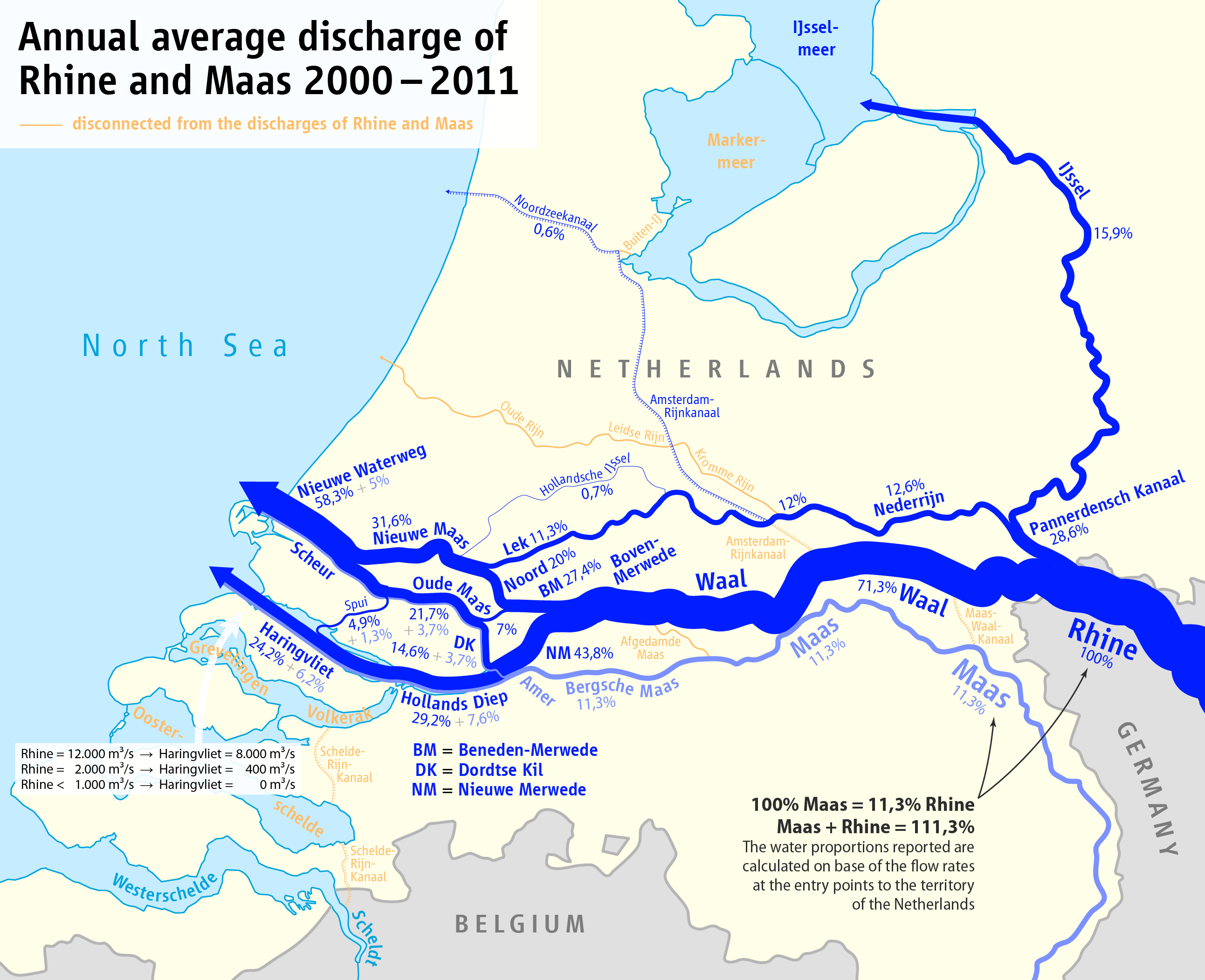
Карта річкового стоку в Нідерландах; більша його частина протікає через Ґроте рівірен

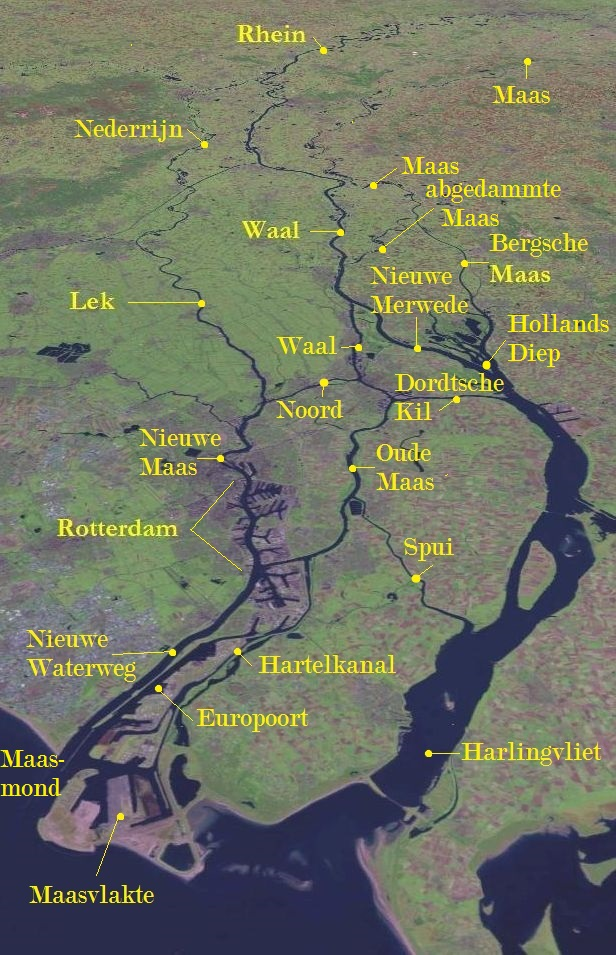
Дельта Рейну-Маасу-Шельди і річки що впадають у неї утворюють Великі річки

Гроте рівірен (нід. Grote rivieren) або Великі річки — форма рельєфу у Нідерландах. Крім того, цей термін зазвичай використовується для опису поділу північ/південь у голландсько-фламандській культурі.

## Історія
Гроте рівірен історично були лінією поділу Нідерландів. Наприклад, вони слугували кордоном між Нідерландською Республікою та Іспанськими Нідерландами, а пізніше Австрійськими Нідерландами в різні моменти їх історії.

## Географія
Термін Гроте рівірен відноситься до поділу Нідерландів вздовж рік Недеррейн, Лек, Вааль, Мерведе і Маасу, які протікають через регіон розміром приблизно в 150 км у довжину з заходу на схід і 25 км в ширину з півночі на південь. Річки утворюють частину дельти Рейн-Маас-Шельда, яка впадає в Північне море. Річки є основними рукавами річок Рейн та Маас, що витікають із швейцарських Альп та плато Лангр відповідно.

## Економіка
Гроте рівірен є судноплавними і виконують важливу роль у перевезенні вантажів у регіоні, а також у райони вище за течією, такі як промислово розвинений район Рейн-Рур у Німеччині. У Нідерландах порт Роттердама, найбільший порт Європи, сильно залежить від судноплавства річок для транспортування вантажів у гінтерланд .
Для спрощення перевезення вантажів через Ґроте рівірен було викопано багато каналів що поліпшили сполучення з сусідніми містами, зокрема за рахунок каналу Амстердам-Рейн, який з'єднує Великі річки з містами Утрехт та Амстердам, включаючи порт Амстердама .

## Соціокультурне значення
Вислів над/під великими річками підкреслює культурне значення річкового поділу. Основна розбіжність тут полягає у різниці між переважно протестантською північчю та переважно католицькими південними провінціями Північний Брабант та Лімбург. Коли термін використовується в цьому значенні, Зеландія (провінція розташована на островах на південному заході), яка переважно протестантська, часто розглядається як та що знаходиться вище Великих річок. З цією межею пов'язані різні культурні відмінності, включаючи діалектичні відмінності (наприклад, використання так званого твердого G на півночі та м'якого G на півдні) та соціологічні (жителі півночі вважаються більш прямолінійними, суворими та цільо-орієнтованими в той час як жителі півдня вважаються менш прямолінійними, більш спокійними та статус-орієнтованими).
В Нідерландах ця культурна різниця часто вважається більш значимою за культурні відмінності між Нідерландами в цілому та голландськомовною частиною Бельгії (Фландрією). Культурні розбіжності відіграють важливу роль у повсякденному житті ширшого голландськомовного регіону і є чинниками особистої ідентифікації його мешканців.